# Plec
Plec je významná část přední čtvrtě jatečně opracované půlky jatečných zvířat. Jejím podkladem je kostra hrudní končetiny bez zápěstních, záprstních a prstních kostí. Svalovina, která tvoří maso II. jakosti, je tvořena lopatkovými svaly, svaly paže a předloktí.
U skotu se plec dále dělí na čtyři části:
- kulatá plec (maso tvoří nadhřebenový a trapézový sval) – nazývaná také jako „falešná svíčková“)[1]
- plátek (podlopatkový sval)
- plochá plec (podhřebenový sval a sval deltový)
- velká plec (hlavní podíl tvoří trojhlavý sval pažní)
- husička (natahovače prstů)
- kližka (ohybače prstů)

Z hovězí půlky skotu o živé hmotnosti 500 kg tvoří plec průměrně 14,6 kg. U prasat tvoří hlavní část plece nadhřebenový a podhřebenový sval lopatky a dále dvojhlavý a trojhlavý sval pažní. Hmotnost plece z vepřové půlky prasete o živé hmotnosti 102 kg činí asi 3,3 kg.